# Logic (музикант)
Сер Роберт Брайсон Голл II (англ. Sir Robert Bryson Hall II, народився 22 січня 1990), знаніший як Logic — американський музикант, репер, співак, автор пісень і музичний продюсер. Виріс у місті Гейтерсберг, штат Меріленд.
Інтерес до музики у Logic'а виявився у підлітковому віці, а музичну кар'єру він розпочав на початку 2009 року випустивши Logic: The Mixtape під псевдонімом «Psychological». У 2010 Logic випускає мікстейп під назвою Young, Broke & Infamous, який був відзначений компанією Visionary Music Group. Після цього він встиг викласти ще три мікстейпи за три роки.
Його четвертий мікстейп, Young Sinatra: Welcome to Forever (2013) отримав схвалення критиків, і забезпечив музиканту контракт з Def Jam Recordings. Пізніше він випустив свій студійний альбом Under Pressure (2014), який дебютував під номером чотири на американському Billboard 200. Цей альбом у підсумку став золотим в Асоціації звукозаписної індустрії Америки (RIAA) і продався тиражем більше 171,000 копій.
Другий студійний альбом Logic-а The Incredible True Story вийшов у листопаді 2015 року, і також отримав золотий статус в США. Його було продано понад 185 000 примірників.
У травні 2017 Logic випустив свій третій студійний альбом Everybody. Everybody дебютував на #1 в США, в чарті Billboard 200. Альбом подарував Logic-у перший всесвітньо відомий хіт «1-800-273-8255», який досяг першої п'ятірки на Billboard Hot 100 і був двічі платиновим в США RIAA-корекції.

## Життя і кар'єра

### 1990—2005: Раннє життя
Logic, офіційне ім'я Сер Роберт Брайсон Голл II, народився 22 січня 1990 року в Гейтерсберзі, Меріленд в сім'ї Роберта Брайсона Голла, родом з афро-американського штату Меріленд, та білої матері. Більшу частину юності Logic провів у Вест-Дір-Парку в місті Гейтерсберг. Його батько страждав від кокаїнової залежності, а мати потерпала від алкоголізму. Попри відсутність батька в дитинстві, Logic зміг об'єднатись з Голлами через його стрімку реп-кар'єру. У підлітковому віці Logic був свідком того, як його брати виробляли і поширювали кокаїн для наркоманів по всьому блоку. Так само він бачив, як вони продають наркотики його батькові. Навчався майбутній репер у школі в сусідньому місті Гейтерсберг. Однак, він не закінчив її і незабаром був відрахований після того, як почав пропускати заняття в десятому класі. Logic прокоментував вигнання, заявивши: «я почав вчитись погано, і завалив усі предмети, окрім англійської, тому вони вигнали мене з школи, вони махнули на мене рукою.»

### 2005-12: Початок кар'єри і різні мікстейпи
У віці 13 років, Logic зустрів Соломона Тейлора, який незабаром став його наставником. Logic захопився репом та хіп-хопом після перегляду фільму Вбити Білла: Фільм 1, Квентіна Тарантіно. Музику до фільму написав RZA, член хіп-хоп групи Ву-Танг клан. Після цього, Logic почав слухати групу, і незабаром висловив глибоку прихильність до хіп-хопу. Logic купив The Roots з альбому Do You Want More?!!!??!, що спонукало Тейлора принести Logic-у велику кількість компакт-дисків, що містили інструментальні біти, для того щоб він зміг писати тексти. У 2009, Logic виступав під сценічним псевдонімом «Psychological», який сам музикант описує ім'я так: «Я просто любив це слово, тому що йшлося про розум і я хотів би, щоб моя музика складалася з того що дійсно кидає виклик розуму». В той час він випустив неофіційний мікстейп під назвою Psychological — Logic: The Mixtape під своїм оригінальним сценічним ім'ям. Logic розглядав мікстейп як розігрів для артистів, таких як  Pitbull, EPMD, Method Man, Redman, Ludacris і виступів на різноманітних шоу по всьому Меріленду. Незабаром після цього, він скоротив його сценічне ім'я «Psychological» до «Logic».
Набравшись досвіду, Logic випустив свій перший мікстейп, Young, Broke & Infamous, 15 грудня 2010. Мікстейп добре сприйняли критики і він став основою для майбутнього росту. Кріс Зароу, президент Visionary Music Group, почув мікстейп і підписав Logic-а на незалежному лейблі. Мікстейп був завантажений понад 250000 раз на онлайн платформі DatPiff. 2011 року Logic випустив свій другий мікстейп, Young Sinatra, який став першою частиною трилогії Young Sinatra, і отримав визнання критиків з різних видань, у тому числі XXL. Музичне відео «All I Do», опубліковане на Ютубі в жовтні цього року, набрало більше мільйону переглядів у перший тиждень після випуску.
Після успіху своїх попередніх двох проєктів, Logic випустив свій третій мікстейп Young Sinatra: Undeniable 30 квітня 2012 року. Мікстейп відрізняється для Logic-а звертанням до особистих питань, у тому числі його майбутнього, його батька, вживання наркотиків, його виключення зі школи, і те що його мати була зарізана.. Після виходу Young Sinatra: Undeniable, Logic завершив свій перший національний тур the Visionary Music Group Tour.

### 2012-13:Young Sinatra: Welcome to Foreverі контракт на запис
На початку 2013 року, Logic з'явився у виданні XXL, в частині видання щорічного рейтингу «Top 10 Freshmen List», поряд з артистами, такими як: Тревіс Скотт, Тринідад Джеймс, Діззі Райт,  Action Bronson, Joey Badass,  Angel Haze, Ab-Soul, Чіф Кіф, Kirko Bangz та Schoolboy Q. Logic завершив своє перше європейське турне в березні 2013 року, і підтвердив чутки про вихід свого четвертого мікстейпу, Young Sinatra: Welcome to Forever, зазначивши дату виходу — 7 травня. Згодом він оголосив про свій другий національний тур Welcome to Forever Tour тривалістю в 2 місяці, щоб просувати проєкт. Мікстейп мав великий успіх, критики, високо оцінивши проєкт, назвали його «безкоштовним альбомом» та відмітилм стрімкий ріст його як репера. Мікстейп отримав понад 700 000 завантажень на DatPiff.
15 квітня було оголошено, що Logic підписав контракт з  Def Jam Recordings, продюсером якого був No I.D. Logic зробив публічну заяву з приводу підписання, заявивши, що «я схвильований, щоб зробити наступний крок у моїй кар'єрі. Це неймовірна можливість для Def Jam та Visionary Music Group працювати разом. Я дуже вдячний бути частиною найбільш культового хіп-хоп Лейблу всіх часів». Logic познайомився з Кід Каді, Big Sean та Tyler, The Creator на The Cud Life Tour 2013, який тривав протягом осені 2013 року.

### 2013-14:Under Pressure
5 листопада Logic підтвердив, що No I.D. колишній продюсер GOOD Music Hit-Boy, член RattPack 6ix і C-Sick буде працювати над його дебютним альбомом. 27 січня, 2014, Visionary Music Group випустила пісню «24 Freestyle». Пісня вийшла на честь святкування дня народження Logic'а і служить першою вагомою співпрацею між усіма VMG артистами. 11 лютого, Logic оголосив, що він буде гастролювати разом з EDM групою Krewella в 2014 в Verge Campus Spring Tour.
8 квітня Logic випустив «Now», спочатку запланований, щоб бути показаними на його майбутньому безкоштовному EP під назвою, While You Wait. Logic почав While You Wait Tour разом з іншими членами Visionary Music Group QuESt. 22 квітня він випустив «Alright», третю пісню з проєкту While You Wait, і рисами Біг Шон-а. Logic включив в проєкт 4 треки, випустивши «Finding Forever» 7 травня.
Влітку 2014 року, Logic оголосив, що в його новому дебютному альбомі не буде інших артистів. 27 серпня, Logic випустив «Driving Ms. Daisy», зображаючи Childish Gambino. Вересень приніс анонси з його альбому: назву і дату релізу — 21 жовтня. Заголовний трек, який виступає в якості основного синглу альбому вийшов 15 вересня. 14 жовтня Logic випустив другий сингл під назвою «Похований живцем», який був останнім синглом, що вийшов як заохочення для альбому. на 21 жовтня, Logic, випустив Under Pressure, проданий тиражем більш ніж 70 000 копій на першому тижні, дебютувавши на #2 на Billboard Top Hip-Hop/R&B Chart.
12 листопада Logic зробив свій мережевий телевізійний дебют на  The Tonight Show Starring Jimmy Fallon, виконавши «I'm Gone» разом з The Roots, 6ix, і DJ Rhetorik.

### 2015:The Incredible True Story
8 вересня Logic випустив трейлер до свого майбутнього другого альбому, оголосивши, що альбом вийде восени 2015 року і вважатиметься «науково-фантастичним кінофільмом-епіком». Історія, яка відбувається за 100 років в майбутньому, починається з Землі, яка є непридатною для життя через важке втручання людини. Головні герої починають подорож на нову планету під назвою Рай і поки вони подорожують, вони грають The Incredible True Story.  В створенні альбому взяли участь Logic, Стівен Блум (як Томас), Кевін Рендольф (як Кай), і Ганна Ельза Палчикова (як Талія), в якості головних персонажів та інші. Logic, Блюм, Рендольф, і 6ix зустрілисяся в New-York Comic Con у 2016 році, щоб обговорити «life after The Incredible True Story.»
22 вересня 2015 року Logic випустив перший сингл «Young Jesus» з альбому про давнього друга Big Lenbo. «Like Woah» і «Fade Away», другий і третій сингли з альбому вийшли 14 жовтня і 5 листопада відповідно. The Incredible True Story вийшов 13 листопада 2015 року, перевершивши дебютний альбом на Billboard 200, дебютуючи на #3, з продажами в перший тиждень у розмірі 135 000 примірників. Альбом також очолив Білборд Топ Хіп-Хоп/R&B чарті. Це був другий комерційний реліз Logic'а, який отримав широке визнання критиків. Згодом Logic оголосив про The Incredible World Tour, що мав відбутися навесні 2016 року. За два тижні до початку туру Logic випустив «Flexicution» — пісню, якою він дражнив фанатів в соціальних медіа протягом декількох місяців. В створенні пісні йому допомогла Джессіка Андреа, яка забезпечує бек-вокал в кінці пісні.

### 2016–даний час:Bobby TarantinoіEverybody
1 липня 2016 року, Logic випустив мікстейп під назвою Bobby Tarantino. Це його шостий мікстейп, і перший з 2013 року після Young Sinatra: Welcome to Forever. Мікстейп містить сингли «Flexicution» (що став його першим сольним синглом який потрапив у чарт Billboard Hot 100) і « Wrist» написаний разом з  Pusha T. 3 жовтня, 2016, Logic придумав оригінальну назву свого третього студійного альбому AfricAryaN, заявивши, що «це про мене бути чорно-білим, і дивитися на життя з двох сторін.» 29 березня, 2017, Logic придумав нову назву свого альбому під назвою Everybody. Новини про його третій альбом були поширені в Twitter, Instagram та на YouTube артиста у вигляді відео, що пояснювало офіційну обкладинку альбому намальовану Семом Спраттом і режисером Енді Хайнсом. Альбом вийшов 5 травня 2017. В інтерв'ю Genius, Logic каже, що його четвертий альбом, ймовірно, буде його останнім.
У серпні 2017, Logic знявся в анімаційному комедійному серіалі Рік і Морті, виражаючи себе в якості хедлайнера фестивалю.

## Особисте життя
Щоб правильно вникнути в музику як повну зайнятість, Logic припинив п'ятирічні романтичні відносини в 2009 році. Тоді він заявив, що «Ви можете присвятити всього себе відносинам, але це не означає, що ви збираєтеся повернути те, що ви даєте. Коли я створив свій перший мікстейп, я зрозумів, що усе, що я вкладаю в свою музику годинами — ліризм, час, біль, піт, кров, сльози — я його повертаю. Я це розумію». Він також прокоментував, сказавши «справа в тому, що я відчуваю так багато артистів, ну, не зовсім артисти, але дуже багато людей думають, що вони можуть читати реп і вони просто хочуть багато, і блиску і гламуру і жінок, але вони не розуміють, що все, що я роблю і хочу робити, це рима… Я думаю, що я пожертвував так багато від моїх відносин моїй дружби моїй сім'ї. Я буквально пожертвував все моє життя, і я чесний.»  23 жовтня 2015, Logic одружився з Джессікою Андреа, співачкою і його тодішньою подружкою.20 березня 2018 року артист заявив, що після двох років шлюбу вони з дружиною розлучаються. Він офіційно подав на розлучення 19 квітня 2018 року. Проте музикант заявив, що вони залишаються в дружніх відносинах .

## Дискографія
Студійні альбоми
- Under Pressure (2014)
- The Incredible True Story (2015)
- Everybody (2017)

## Уточнення
1. ↑  "Сер" є частиною його імені, це не титул.[3][4]
2. ↑  Неофіційний мікстейп.[5]